# Yunchan Lim

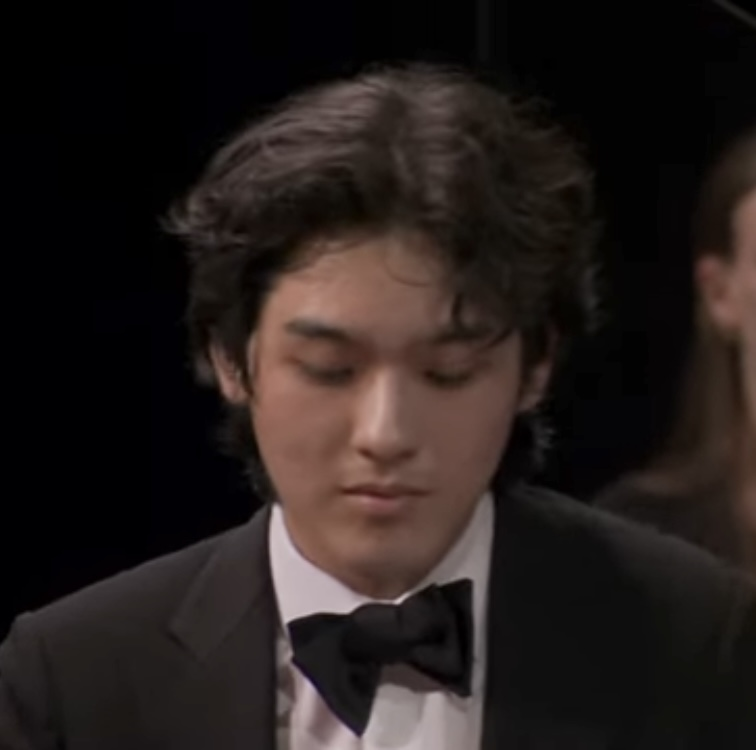
Yunchan Lim

Yunchan Lim (koreanisch 임윤찬; geboren am 20. März 2004 in Siheung, Gyeonggi, Südkorea) ist ein südkoreanischer Pianist. Im Juni 2022 gewann er als bislang jüngster Teilnehmer den Van-Cliburn-Klavierwettbewerb.

## Karriere
Yunchan Lim wurde am 20. März 2004 in Siheung geboren. 
Er erhielt seinen ersten Klavierunterricht mit sieben Jahren und trat ein Jahr später in die Musikakademie des Seoul Arts Center ein. Mit 13 Jahren wurde er in das National Institute for the Gifted in Arts aufgenommen und lernte dort seinen Lehrer Minsoo Sohn kennen.
2018 gewann er den 2. Preis und den Chopin Special Award in der Cleveland International Piano Competition for Young Artists. Im selben Jahr war er der jüngste Teilnehmer der Thomas & Evon Cooper International Competition, wo er den 3. Preis und den Publikumspreis gewann. 2019 wurde er im Alter von 15 Jahren der jüngste bisherige Gewinner des Isang Yun Wettbewerbs in Korea. Im Juni 2022 gewann er den Van-Cliburn-Klavierwettbewerb in der texanischen Stadt Fort Worth mit einer Aufführung von Rachmaninows 3. Klavierkonzert, bei der die Dirigentin und Jurypräsidentin Marin Alsop zu Tränen gerührt war. 
In der Vorrunde, dem Viertel- und Halbfinale des Wettbewerbs spielte er unter anderem Frédéric Chopins Variationen über das Duett „Là ci darem la mano“ op. 2, Mozarts Klaviersonate Nr. 8 D-Dur, Alexander Skrjabins Klaviersonate Nr. 2, Ludwig van Beethovens Eroica-Variationen sowie Franz Liszts Études d’exécution transcendante.
Seine Auftritte wurden aufgezeichnet und auf YouTube übertragen. Die spektakuläre Aufnahme des dritten Klavierkonzerts von Rachmaninow erreichte Platz 24 auf dieser Plattform und gehört mit 12 Millionen Aufrufen zu den dort meistgesehenen Versionen der Komposition.
Er war der bis dato jüngste Gewinner dieses Wettbewerbs und gewann ferner zwei Sonderpreise. Er erhielt außerdem eine Preissumme von 100.000 US-$ und einen dreijährigen Management-Vertrag.
Lim hat bislang mit Orchestern wie dem Korea Symphony, dem Suwon Philharmonic, dem Busan Philharmonic Orchestra, dem Fort Worth Symphony Orchestra, dem Cleveland Orchestra und anderen konzertiert. Ende 2022 wurde mit einem Live-Mitschnitt von Beethovens 5. Klavierkonzert unter der Leitung von Seokwon Hong Lims Debüt-Album beim Label Deutsche Grammophon in Asien veröffentlicht.
Bei verschiedenen Konzerten spielte er Klavierzyklen russischer Komponisten, etwa Die Jahreszeiten von Pjotr Tschaikowski sowie die Bilder einer Ausstellung von Modest Mussorgski.
2023 schloss er einen Vertrag mit dem Musiklabel Decca Classics, das 2024 als Debütalbum die Einspielung der Chopin-Etüden op. 10 und 25 herausbrachte. Die Aufnahme wurde mit dem Gramophone Piano Award 2024 ausgezeichnet und mit Maurizio Pollinis Version aus dem Jahr 1972 verglichen, die bis in die Gegenwart zu den herausragenden Interpretationen des Zyklus zählt und Referenzcharakter hat. In der Musikzeitschrift Gramophone verglich Rob Cowan die Einspielung zudem mit den Aufnahmen von Murray Perahia, Wladimir Aschkenasi und Juana Zayas und lobte die dynamische Gestaltung der Etüden.
2025 veröffentlichte Decca die Interpretation des Rachmaninow-Konzerts, die während des Van-Cliburn-Klavierwettbewerbs mitgeschnitten worden war.
Neben klassischer und romantischer Klaviermusik spielt Lim auch ausgewählte Werke Johann Sebastian Bachs. Dazu gehören die Goldberg-Variationen, die er am 6. April 2025 im Wiener Konzerthaus und am 25. April desselben Jahres in der Carnegie Hall vortrug.

## Diskografie
Alben
- 2020: Young Korean Musicians 3. Beethoven, Mondscheinsonate; Liszt, Années de pèlerinage. Yunchan Lim (Klavier). KBS.
- 2022: Beethoven. Isang Yun. Barber. Yunchan Lim, Gwangju Symphony Orchestra, Seokwon Hong. Deutsche Grammophon.[13][23]
- 2023: Live from the Cliburn: Liszt – Transcendental Etudes
- 2024: Chopin: Études, Opp. 10 & 25. Yunchan Lim. DECCA[16][24]
- 2025: Rachmaninoff: Piano Concerto No. 3 (Live from the 2022 Cliburn Competition). Yunchan Lim, Marin Alsop, Fort Worth Symphony Orchestra. DECCA[16]